# Burgstall Schabenberg
Der Burgstall Schabenberg ist eine abgegangene mittelalterliche Höhenburg nördlich der Einöde Oed, eines Gemeindeteils der Gemeinde Scheyern im Landkreis Pfaffenhofen an der Ilm von Bayern bzw. etwa 500 m südsüdwestlich von Schabenberg. Die Anlage wird als Bodendenkmal unter der Aktennummer D-1-7434-0129 als „Burgstall des Mittelalters“ geführt.

## Beschreibung
Der Burgstall liegt in Höhenlage auf 488 m ü. NHN 500 m nördlich der Einöde Öd und 140 m östlich des Froschbachs. Im Urkataster von Bayern ist eine zweiteilige, ovale Anlage mit 160 m in Nordwest-Südost-Richtung und 90 m in Nordost-Südwest-Richtung zu sehen. Die Anlage besitzt steile Abfälle nach drei Seiten, eine rechteckige Hauptburg ist durch Graben von einer trapezförmiger Vorburg getrennt. Die Ausmaße der Hauptburg betragen ca. 12 × 15 m, die Länge der Vorburg macht ca. 15 m aus. Die Anlage liegt heute in einem Waldgrundstück.